# Richard Rodenheiser
Richard Peter "Dick" Rodenhiser, född 17 oktober 1932 i Malden i Massachusetts, är en amerikansk före detta ishockeyspelare.
Rodenheiser blev olympisk guldmedaljör i ishockey vid vinterspelen 1960 i Squaw Valley.